# Martim Longo
Martim Longo ist eine Ortschaft und Gemeinde an der Algarve im Süden Portugals.

## Geschichte
Funde belegen eine vorgeschichtliche Besiedlung, insbesondere Grabstätten und Siedlungen (u. a. Cerro do Castelo de Santa Justa) aus der Kupfersteinzeit.
Eine eigenständige Gemeinde ist Martim Longo mindestens seit dem 14. Jahrhundert.

## Verwaltung
Martim Longo ist Sitz einer gleichnamigen Gemeinde (Freguesia) im Kreis (Concelho) von Alcoutim. Auf einer Fläche von 128 km² leben hier 928 Einwohner (Stand 19. April 2021).
Folgende Ortschaften und Orte liegen in der Gemeinde Martim Longo:
| - Arrizada - Azinhal - Barrada - Barroso - Casa Nova do Pereirão - Castelhanos - Chada de Ouro - Corte Serrano - Diogo Dias - Estrada - Fincia Rodilha - Laborato - Lotão - Lotão de Baixo | - Lotão de Cima - Martinlongo - Mestras - Montargil - Monte Laborato - Monte Novo do Pereirão - Penteadeiros - Pereirão - Pêro Dias - Pessegueiro - Santa Justa - Silgado - Tremelgo de Baixo - Tremelgo de Cima |